# الرجل البدين (قنبلة)
الرجل البدين (بالإنجليزية: Fat Man)‏ هو الاسم الرمزي للقنبلة الذرية التي ألقيت فوق مدينة ناجازاكي اليابانية من قبل الولايات المتحدة الأمريكية في التاسع من أغسطس عام 1945. وهي كانت الثانية من اثنين فقط من الأسلحة النووية التي استخدمت لأغراض حربية حتى تاريخه (الأخرى كانت "الولد الصغير")، وثالث تفجير نووي من صنع الإنسان. يشير الاسم أيضا وبشكل عام إلى التصاميم المبكرة للسلاح النووي الأمريكي والمستندة إلى نموذج «الرجل البدين». «الرجل البدين» هي قنبلة ذرية من النوع الانهياري مع نواة من البلوتونيوم، مشابهة لل «الأداة» الجهاز التجريبي الذي فجر في السادس عشر من يولو عام 1945 م في ترينيتي، نيو ميكسيكو. من المحتمل أن تسمية «الرجل البدين» كان المقصود بها ونستون تشرتشل، بالرغم من أن روبرت سربر قال في مذكراته أن قنبلة «الرجل البدين» كانت مستديرة وممتلئة، وأنه أسماها «الرجل البدين» تيمناً بشخصية «كاسبر جوتمان» في فيلم «الصقر المالطي» والتي أداها سيدني جرينستريت.
الهدف الأصلي للقنبلة كانت مدينة كوكورا اليابانية، لكن حجب الغيوم استدعى التغيير لهدف بديل هو مدينة ناجازاكي اليابانية. أسقطت الرجل البدين من المقاتلة بوكسكار ب-29، بقيادة الرائد تشالرز سويني من السرب القاذف 393دي، وانفجرت في الساعة الحادية عشرة ودقيقتان صباحاً بتوقيت اليابان، على ارتفاع 1650 قدم (500 م) بقوة 21 كيلوطن من مادة تي ان تي (88 تيرا جولز). بسبب الرؤية السيئة الناتجة عن الغيوم انحرفت القنبلة عن نقطة التفجير المرادة والضرر الناتج كان أقل اتساعاً بعض الشيء مقارنة مع ما حدث في هيروشيما. ووفقا للتقديرات قتل 39000 شخصا فور الانفجار وأصيب 25,000 شخصاً لاحقاً. توفي الآف في وقت لاحق نتيجة الحروق والاصابات الناجمة عن الانفجار، والمئات من متلازمة الإشعاع الحادة نتيجة التعرض للإشعاع الأولي للقنبلة. حازت الغارة الجوية على نجازاكي على ثالث أعلى معدل وفيات خلال الحرب العالمية الثانية بعد الغارة الجوية على هيروشيما والغارة الجوية على طوكيو في التاسع والعاشر من مارس عام 1945 م.

## التقنية
تصميم «الرجل البدين» كان بطول 128 بوصة (3300 مم)، وبعرض 5 أقدام (1.5 متر)، وبوزن 10,200 رطل (4600 كجم). وفقاً للاسم، فإن «الرجل البدين» كانت أعرض بمرتين وكتلة أكبر بـ 15% من «الولد الصغير»، القنبلة التي ألقيت فوق هيروشيما قبل ثلاثة أيام في السادس من أغسطس عام 1945م.
«الرجل البدين» كانت قنبلة من النوع الانهياري باستخدام البلوتونيوم-239. كرة من البلوتونيوم ذات كتلة دون حرجة وضعت داخل كرة جوفاء من مواد شديدة الانفجار. أطلق اثنان وثلاثون زوجاً من الصواعق الواقعة على سطح المواد شديدة الانفجار معاً لإنتاج ضغط قوي على النواة مسبباً زيادة كثافتها ووصولها للحالة فوق الحرجة وبالتالي الشروع في التفاعل النووي.
في البداية كان من المعتقد أنه من الممكن بسهولة باستخدام قطعتين من البلوتونيوم-239 ذو الكتلة دون الحرجة وإطلاق كل واحدة على الأخرى لإحداث الانفجار النووي، وقد عمل بنموذج مدفع البلوتونيوم من هذا النوع لبعض الوقت خلال مشروع مانهاتن. اكتشف إميليو سيغري في أبريل عام 1944 أن البلوتونيوم المصنع من أجل القنبلة في المفاعل النووي (في هانفورد، واشنطن) بالرغم من كونه بلوتونيوم ذو درجة عالية إلا أنه يحوي فقط نسبة 0.9% من البلوتونيوم 240. ولم يكن بنقاوة عينات البلوتونيوم الأولية التي تم تطويرها في المسرع الدوراني في مختبر لورنس بيركلي الوطني في كاليفورنيا. بسبب وجود نظير البلوتونيوم-240، ولد المفاعل بلوتونيوم بمعدل إصدار نيترونات تلقائي أعلى من المعتقد سابقاً ولو استخدم نموذج المدفع لأنتج «تبدد» فوضوي ومكلف. معدل الانشطار التلقائي للبلوتونيوم-240 أكبر بأربعين ألف مرة من البلوتونيوم-239 وبالتالي في جهاز مدفع البلوتونيوم من النوع المخطط له في مشروع مانهاتن، السنتيمترات القليلة الأخيرة من المفترض أن تسافر خلال أقل من 40 ميكروثانية. بعد إدراك هذه المشكلة تم إعادة تنظيم كامل في مختبر لوس ألاموس حول مشكلة القنبلة الانهيارية، وبدأ العمل على «الرجل البدين» في يونيو عام 1944م.
تكمن صعوبة تصميم القنبلية الانهيارية في المقام الأول في احتمالية ضغط نواة البلوتونيوم ضمن كرة شبه مثالية، وفي حال لم يكن الضغط متناظراً فمن الممكن أن يؤدي لخروج نواة البلوتونيوم من السلاح جاعلاً إياه غير فعال (القنبلة القذرة). لإتمام عملية الضغط يجب تصميم نظام شديد الانفجار بعناية كسلسلة من العدسات المتفجرة والتي تستخدم متفجرات حارقة سريعة وبطيئة بشكل متناوب لتشكيل موجة صدمة متفجرة بالشكل الكروي المرغوب فيه. أثيرت فكرة من هذا النوع بوقت مبكر من قبل الفيزيائي ريتشارد تولمان خلال المناقشات الأولية حول التصاميم المحتملة للقنبلة، تحديداً بربط أجزاء عديدة من المواد الانشطارية بالمتفجرات والتي لاحقا سوف تجمع بشكل كروي. طورت هذه الفكرة لاحقاً على يد سيث ندرماير، الذي حاول ايجاد طريقة لانهيار كرة جوفاء من البلوتونيوم على كرة مصمتة من المادة نفسها داخلياً.
جائت فكرة استخدام الشحنات المشكلة من جيمس تك وطورها عالم الرياضيات جون فون نيومان، وربما نتجت فكرة انضغاط معدن البلوتونيوم نفسه تحت ضغوط مماثلة من حوارات مع إدوارد تيلر، والذي كانت معرفته بكيفية سلوك المعادن الكثيفة تحت ضغط عال متأثرة بدراساته النظرية لنواة الأرض مع جورج جاموف. في النهاية أصبح كل من فون نيومان وجورج كيستياكوفيسكي المصمم الرئيسي لنظام العدسة. ينسب لروبرت كريستي قيامه بالحسابات النهائية التي أظهرت أنه يمكن لكرة صلبة من البلوتونيوم ذات كتلة دون حرجة أن تنضغط للحالة الحرجة مبسطاً وبشكل كبير المهمة منذ المحاولات الأولية الصعبة لضغط الأشكال ثلاثية الأبعاد كالقذائف الكروية. بعد تقرير كريستي أطلق اسم «أداة كريستي» على سلاح نواة البلوتونيوم الصلبة.
بسبب آلية الإطلاق المعقدة، والحاجة للتزامن بين التفجير والتصميم الدقيق الذي لم يختبر من قبل، تعين إجراء اختبار كامل للمبدأ ليكون العلماء وممثلي الجيش على ثقة من نجاح العملية في ظل الظروف القتالية. في السادس عشر من يوليو عام 1945م تم إجراء تفجير تجريبي في موقع بعيد في نيو ميكسيكو يدعى ترينيتي لجهاز بنفس الآلية (دعي «الأداة» لأسباب أمنية). أعطى الاختبار طاقة 20 كيلو طن (80 تيراجولز) أكبر بضعفين إلى أربع أضعاف من المتوقع.
من الممكن استخدام طراز المدفع مع اليورانيوم المخصب، بالرغم من عدم ملائمته للبلوتونيوم، حيث تم العمل به في «الولد الصغير»، القنبلة التي ضربت هيروشيما. الأسلوب الانهياري أكثر فعالية وأمنا من أسلوب طراز المدفع، حيث التزامن التام للعدسات التفجيرية المطلوب لانفجار النواة بالشكل الصحيح، مما يقلل من فرص حدوث انفجار نووي أولي بشكل عرضي. بعد نجاح «الأداة»، تم توظيف أسلوب الانهيار تقريباً في جميع التصاميم الأمريكية للانشطار النووي، مع عدد قليل استخدمت أسلوب طراز المدفع بسبب متطلبات خاصة للتصميم.
بعد الحرب تم تطوير نظام الصواعق ل«الرجل البدين» (فنياً الرجل البدين طراز 1561) وتزويدها بنظام إطلاق أكثر موثوقية وتم إجراء بعض التغييرات البسيطة، وظهرت على نحو القنبلة الذرية مارك 3. تقريباً تم إضافة 100 وحدة للترسانة الأمريكية قبل التقاعد عام 1950م.

مخطط يظهر المكونات الأساسية لقنبلة من نوع Fat Man:
- متفجر سريع
- متفجر بطيء
- مصطدم
- مولد بروتونات
- قلب من بلوتونيوم
- موجة الاصطدام تضغط على القلب

1. متفجر سريع
2. متفجر بطيء
3. مصطدم
4. مولد بروتونات
5. قلب من بلوتونيوم
6. موجة الاصطدام تضغط على القلب

## داخل القنبلة
لا تزال مخططات قنبلتي Fat Man وLittle Boy الداخلية محجوبة خلافا للمخططات الخارجية. إلا أن كثرين بحثوا في الموضوع من خلال جمع شهادات أعضاء برنامج منهاتن ووثائق الأعمال الجاسوسية بين الولايات المتحدة والاتحاد السوفياتي إلى جانب الصور. هكذا عرفت المكونات ولكن بقي مجهولا شكلها وأماكنها وقائمة الأشياء لصنع قنبلة من هذا النوع.
في حال انفجار فاشل في الجو، وضع المهندسون نظام لتفجير القنبلة حال ارتطامها بسطح الأرض للحفاظ على سرية مكوناتها. الشحنة المخربة تتكون من 4 أعمدة AN-219 موضوعة في مقدمة القنبلة.
|  | 1. fusible AN 219 2. هوائيات الرادار Archie 3. لوح ببطاريات مخصصة لإطلاق الانفجار 4. X-Unit, وحدة إشعال موضوعة قرب المتفجرات التقليدية 5. مثبت للقنبلة 6. عدسة خماسية من متفجرات (12 وحدة بطبقات متفجرات بطيئة وسريعة) 7. عدسة سداسية من متفجرات (20 وحدة بطبقات متفجرات بطيئة وسريعة) 8. ذيل القنبلة من الألمنيوم يدعى «المظلة الكاليفورنية» 9. غلاف كروي بقطر 140 سم 10. قمع بحوي الكرة 11. غلاف عدسات متفجرة 12. تكدس لطبقات (مولد نيترونات، عاكس...طبقة من بور/ألمنيوم) 13. لوح الأدوات (رادارات، بارومات، موقتات) 14. جامع أنابيب البارومترات |

## هيكل قلب القنبلة

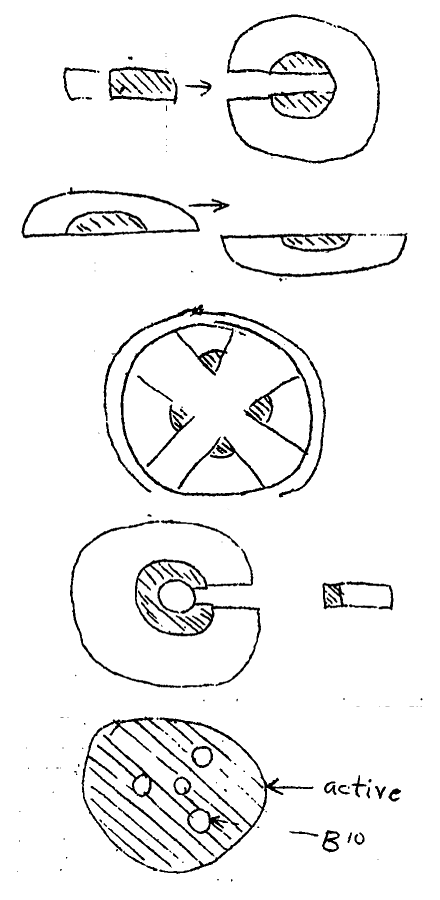
مخطط المهندس روبرت سربر قدمه في مؤتمر لوس ألموس سنة 1942 (وثيقة رفعت عنها السرية سنة 1965). نلاحظ أن الرسم الثالث تشبه قنبلة الرجل البدين في حين أن البقية ترتكز على مبدأ المدفع.
من الخارج، مركز القنبلة يشبه كرة قدم بطبقات عدة.
مقطع للقلب يظهر الهيكل الهندسي لطبقات المتفجرات. الواضح أنها وضعت بدقة عالية لتركيز القوى نحو المركز.
تحريك يظهر الضغط الذي يمارسه غلاف المتفجرات التقليدية

## وصلات خارجية
- أرشيف الأسلحة النووية
- Bockscar, طائرة B-29 المستخدمة لإلقاء القنبلة